# 城市英雄
湖南乐汇动漫科技有限公司是一家经营游艺娱乐场所的中国公司，总部位于湖南省长沙市岳麓区梅溪湖路览秀城LG28，主营电玩城品牌名为：城市英雄 Party House，简称：城市英雄、城市。

## 简介
最早起步于湖南衡阳并在中国东南部多市开设门店，后在2013年前后进行调整关闭切割了外省门店，重新设立了新的公司主体，在2016年正式成立公司后重新向外扩展开设门店，拥有英雄令全国大型游戏游艺竞技赛事品牌。

## 主要门店
截止2023年底城市英雄在中国大陆共计开设32家门店，遍布以下地级市：
- 苏州市1
- 宁波市2
- 新余市 1
- 长沙市 10
- 郴州市1
- 天津市1
- 淮安市 1
- 金华市1
- 赣州市1
- 衡阳市2
- 重庆市3
- 常州市1
- 扬州市1
- 南昌市 1
- 宜春市1
- 岳阳市2
- 西安市 2

## 历史
- 1995年在湖南衡阳开创第一家店，后续在湖南省内的常德店、岳阳店、郴州店、株洲店、长沙店相继开业。
- 1999年今广州华立科技股份有限公司申请娱乐场所类别“城市英雄”商标
- 2006年，湖北汉口店、广州天河店、四川成都店成立。
- 2007年，江西南昌店，湖北武昌店开业。
- 2008年末至2009年初，湖北宜昌店、广州荔湾店开业。[3]
- 2009年到2010年华立科技又对“城市英雄”商标进行申请。
- 截止2011年官网介绍，连锁体系主体公司为“城市英雄数码娱乐（香港）有限公司”
- 2013年成都店关门[4]，后续大部分门店都倒闭关门[5]、或改名加入其它体系[6]、或保持原名脱离湖南连锁独自运营[7][8]
- 2016年正式成立“湖南乐汇动漫科技有限公司”公司[1]，根据官网2013年就以设立。[9]